# 7077 Shermanschultz
A 7077 Shermanschultz (ideiglenes jelöléssel 1982 VZ) egy kisbolygó a Naprendszerben. Edward L. G. Bowell fedezte fel 1982. november 15-én.